# Юрово (Грязовецкий район)
Юрово — деревня в Грязовецком районе Вологодской области. Административный центр Юровского муниципального образования и Юровского сельсовета.
Расстояние до районного центра Грязовца по автодороге — 20 км. Ближайшие населённые пункты — Криводино, Акинфовица, Савкино.
По переписи 2002 года население — 762 человека (367 мужчин, 395 женщин). Преобладающая национальность — русские (98 %).
В селе Юрово была расположена усадьба Брянчаниновых — один из немногих в Вологодской области памятников усадебного классицизма начала XIX века. «Монументальное двухэтажное здание с колонной лоджией сгорело в 1996 г., после чего было разобрано по инициативе местных властей: печальные руины смущали начальников», — сообщает журнал «Русская усадьба».
День деревни отмечается 16 июля.

## Экономика
Основное предприятие Плем-завод колхоз имени 50-летия СССР. Функционирует пекарня. Также на территории находится ООО « КОМЕЛА ЛЕС» специализирующийся на лесоводстве и деревообработке.

## Культура
На территории деревни находятся Юровский дом культуры и Юровская сельская библиотека.